# Hesham Abou Serai
Hesham Mohammed Abou Serai (in arabo هشام محمد أبو سريع‎?; Il Cairo, 6 aprile 1969) è un ex cestista egiziano.

## Carriera
Con l'Egitto ha disputato i Campionati mondiali del 1994.